# Lądowisko Kołobrzeg-Bagicz
Uzasadnienie:  Oba artykuły dotyczą tego samego miejsca, zmienia się jedynie jego funkcja w zależności od pory roku.
Lądowisko Kołobrzeg-Bagicz – lądowisko w Bagiczu, w gminie Ustronie Morskie oraz mieście Kołobrzeg. Lądowisko należy do Baltic Center Polska. Lądowisko czynne jest od 1 listopada do 31 marca, w pozostałych miesiącach funkcjonuje jako lotnisko Kołobrzeg-Bagicz.
Lądowisko powstało w 2012 na terenie dawnego wojskowego lotniska Kołobrzeg-Bagicz. Lądowisko przystosowane jest do startowania i lądowania samolotów w dzień o dopuszczalnej masie startowej nieprzekraczającej 5700 kilogramów.
Dysponuje asfaltobetonową drogą startową o długości 892 metrów.